# Niingsvatnet
Niingsvatnet (en sami septentrional: Meahccejávri) es un lago de los municipios de Evenes (Nordland) y Tjeldsund (Troms).

## Hidroeléctrica
El agua fluye por una tubería hasta una planta hidroeléctrica cerca de Bogen, Evenes. La planta es propiedad de la empresa Evenes Kraftforsyning y se sitúa a 500 m más abajo que el lago. La corriente desemboca en el lago Strandvatnet. Un canal desemboca en el Ofotfjord.